# 全国高等学校野球選手権大会 (徳島県勢)
全国高等学校野球選手権大会における徳島県勢の成績について記す。

## 大会結果
| 大会（年度）          | 代表校                                         | 試合結果                                       | 試合結果                                       | 成績                                           |
| --------------------- | ---------------------------------------------- | ---------------------------------------------- | ---------------------------------------------- | ---------------------------------------------- |
| 第23回大会（1937年）  | 徳島商（四国・初出場）                         | 2回戦                                          | ● 0 - 1 海草中                                 | 初戦敗退                                       |
| 第26回大会（1940年）  | 徳島商（四国・3年ぶり2回目）                   | 1回戦                                          | ● 2 - 3 松本商                                 | 初戦敗退                                       |
| 第31回大会（1949年）  | 城東（南四国・9年ぶり3回目）                   | 2回戦                                          | ● 3 - 9 湘南                                   | 初戦敗退                                       |
| 第32回大会（1950年）  | 鳴門（南四国・初出場）                         | 1回戦                                          | ○ 4 - 2 明石                                   | 準優勝                                         |
| 第32回大会（1950年）  | 鳴門（南四国・初出場）                         | 2回戦                                          | ○ 10 - 9 新宮                                  | 準優勝                                         |
| 第32回大会（1950年）  | 鳴門（南四国・初出場）                         | 準々決勝                                       | ○ 8 - 7 米子東                                 | 準優勝                                         |
| 第32回大会（1950年）  | 鳴門（南四国・初出場）                         | 準決勝                                         | ○ 9 - 6 済々黌                                 | 準優勝                                         |
| 第32回大会（1950年）  | 鳴門（南四国・初出場）                         | 決勝                                           | ● 8 - 12 松山東                                | 準優勝                                         |
| 第34回大会（1952年）  | 鳴門（南四国・2年ぶり2回目）                   | 2回戦                                          | ● 1 - 3 松山商                                 | 初戦敗退                                       |
| 第38回大会（1956年）  | 徳島商（南四国・7年ぶり4回目）                 | 1回戦                                          | ● 0 - 4 平安                                   | 初戦敗退                                       |
| 第40回大会（1958年）  | 徳島商（2年ぶり5回目）                         | 2回戦                                          | ○ 3 - 0 秋田商                                 | 準優勝                                         |
| 第40回大会（1958年）  | 徳島商（2年ぶり5回目）                         | 3回戦                                          | ○ 3 - 1 八女                                   | 準優勝                                         |
| 第40回大会（1958年）  | 徳島商（2年ぶり5回目）                         | 準々決勝                                       | △ 0 - 0 魚津（延長18回）                       | 準優勝                                         |
| 第40回大会（1958年）  | 徳島商（2年ぶり5回目）                         | 準々決勝                                       | ○ 3 - 1 魚津（再試合）                         | 準優勝                                         |
| 第40回大会（1958年）  | 徳島商（2年ぶり5回目）                         | 準決勝                                         | ○ 4 - 1 作新学院                               | 準優勝                                         |
| 第40回大会（1958年）  | 徳島商（2年ぶり5回目）                         | 決勝                                           | ● 0 - 7 柳井                                   | 準優勝                                         |
| 第42回大会（1960年）  | 徳島商（南四国・2年ぶり6回目）                 | 1回戦                                          | ○ 4 - 2 享栄商                                 | ベスト4                                        |
| 第42回大会（1960年）  | 徳島商（南四国・2年ぶり6回目）                 | 2回戦                                          | ○ 12 - 5 米子東                                | ベスト4                                        |
| 第42回大会（1960年）  | 徳島商（南四国・2年ぶり6回目）                 | 準々決勝                                       | ○ 6 - 3 大宮                                   | ベスト4                                        |
| 第42回大会（1960年）  | 徳島商（南四国・2年ぶり6回目）                 | 準決勝                                         | ● 1 - 3 静岡                                   | ベスト4                                        |
| 第44回大会（1962年）  | 徳島商（南四国・2年ぶり7回目）                 | 1回戦                                          | ● 0 - 2 日大三                                 | 初戦敗退                                       |
| 第45回大会（1963年）  | 徳島商（2年連続8回目）                         | 1回戦                                          | ○ 9 - 2 享栄商                                 | 2回戦                                          |
| 第45回大会（1963年）  | 徳島商（2年連続8回目）                         | 2回戦                                          | ● 2 - 4 高田商                                 | 2回戦                                          |
| 第47回大会（1965年）  | 徳島商（南四国・2年ぶり9回目）                 | 1回戦                                          | ○ 9 - 0 武生                                   | 2回戦                                          |
| 第47回大会（1965年）  | 徳島商（南四国・2年ぶり9回目）                 | 2回戦                                          | ● 0 - 5 津久見                                 | 2回戦                                          |
| 第48回大会（1966年）  | 鳴門（南四国・14年ぶり3回目）                  | 1回戦                                          | ○ 3 - 0 修徳                                   | 2回戦                                          |
| 第48回大会（1966年）  | 鳴門（南四国・14年ぶり3回目）                  | 2回戦                                          | ● 1 - 2 小倉工                                 | 2回戦                                          |
| 第50回大会（1968年）  | 鴨島商（初出場）                               | 2回戦                                          | ● 2 - 4 盛岡一                                 | 初戦敗退                                       |
| 第53回大会（1971年）  | 池田（南四国・初出場）                         | 1回戦                                          | ○ 5 - 4 浜田                                   | 2回戦                                          |
| 第53回大会（1971年）  | 池田（南四国・初出場）                         | 2回戦                                          | ● 1 - 8 県岐阜商                               | 2回戦                                          |
| 第55回大会（1973年）  | 鳴門工（初出場）                               | 1回戦                                          | ○ 13 - 3 三重                                  | 2回戦                                          |
| 第55回大会（1973年）  | 鳴門工（初出場）                               | 2回戦                                          | ● 0 - 3 広島商                                 | 2回戦                                          |
| 第58回大会（1976年）  | 徳島商（南四国・11年ぶり10回目）               | 1回戦                                          | ● 1 - 2 海星                                   | 初戦敗退                                       |
| 第60回大会（1978年）  | 徳島商（2年ぶり11回目）                        | 2回戦                                          | ● 2 - 10 横浜                                  | 初戦敗退                                       |
| 第61回大会（1979年）  | 池田（8年ぶり2回目）                           | 2回戦                                          | ○ 9 - 2 松商学園                               | 準優勝                                         |
| 第61回大会（1979年）  | 池田（8年ぶり2回目）                           | 3回戦                                          | ○ 5 - 2 中京                                   | 準優勝                                         |
| 第61回大会（1979年）  | 池田（8年ぶり2回目）                           | 準々決勝                                       | ○ 5 - 1 高知                                   | 準優勝                                         |
| 第61回大会（1979年）  | 池田（8年ぶり2回目）                           | 準決勝                                         | ○ 2 - 0 浪商                                   | 準優勝                                         |
| 第61回大会（1979年）  | 池田（8年ぶり2回目）                           | 決勝                                           | ● 3 - 4 箕島                                   | 準優勝                                         |
| 第62回大会（1980年）  | 鳴門（14年ぶり4回目）                          | 2回戦                                          | ○ 4x - 3 前橋工（延長12回）                    | 3回戦                                          |
| 第62回大会（1980年）  | 鳴門（14年ぶり4回目）                          | 3回戦                                          | ● 0 - 1 横浜                                   | 3回戦                                          |
| 第63回大会（1981年）  | 徳島商（3年ぶり12回目）                        | 1回戦                                          | ● 1 - 3 横浜（延長13回）                       | 初戦敗退                                       |
| 第64回大会（1982年）  | 池田（3年ぶり3回目）                           | 1回戦                                          | ○ 5 - 2 静岡                                   | 優勝                                           |
| 第64回大会（1982年）  | 池田（3年ぶり3回目）                           | 2回戦                                          | ○ 4 - 3 日大二                                 | 優勝                                           |
| 第64回大会（1982年）  | 池田（3年ぶり3回目）                           | 3回戦                                          | ○ 5 - 3 都城                                   | 優勝                                           |
| 第64回大会（1982年）  | 池田（3年ぶり3回目）                           | 準々決勝                                       | ○ 14 - 2 早稲田実                              | 優勝                                           |
| 第64回大会（1982年）  | 池田（3年ぶり3回目）                           | 準決勝                                         | ○ 4 - 3 東洋大姫路                             | 優勝                                           |
| 第64回大会（1982年）  | 池田（3年ぶり3回目）                           | 決勝                                           | ○ 12 - 2 広島商                                | 優勝                                           |
| 第65回大会（1983年）  | 池田（2年連続4回目）                           | 1回戦                                          | ○ 8 - 1 太田工                                 | ベスト4                                        |
| 第65回大会（1983年）  | 池田（2年連続4回目）                           | 2回戦                                          | ○ 12 - 0 高鍋                                  | ベスト4                                        |
| 第65回大会（1983年）  | 池田（2年連続4回目）                           | 3回戦                                          | ○ 7 - 3 広島商                                 | ベスト4                                        |
| 第65回大会（1983年）  | 池田（2年連続4回目）                           | 準々決勝                                       | ○ 3 - 1 中京                                   | ベスト4                                        |
| 第65回大会（1983年）  | 池田（2年連続4回目）                           | 準決勝                                         | ● 0 - 7 PL学園                                 | ベスト4                                        |
| 第66回大会（1984年）  | 徳島商（3年ぶり13回目）                        | 1回戦                                          | ● 3 - 4 上尾（延長10回）                       | 初戦敗退                                       |
| 第67回大会（1985年）  | 徳島商（2年連続14回目）                        | 1回戦                                          | ○ 18 - 8 東邦                                  | 2回戦                                          |
| 第67回大会（1985年）  | 徳島商（2年連続14回目）                        | 2回戦                                          | ● 1 - 2 鹿児島商工                             | 2回戦                                          |
| 第68回大会（1986年）  | 池田（3年ぶり5回目）                           | 1回戦                                          | ● 2 - 7 明野                                   | 初戦敗退                                       |
| 第69回大会（1987年）  | 池田（2年連続6回目）                           | 1回戦                                          | ○ 5x - 4 八戸工大一                            | 2回戦                                          |
| 第69回大会（1987年）  | 池田（2年連続6回目）                           | 2回戦                                          | ● 1 - 2x 中京（延長10回）                      | 2回戦                                          |
| 第70回大会（1988年）  | 池田（3年連続7回目）                           | 2回戦                                          | ● 2 - 3x 浜松商（延長14回）                    | 初戦敗退                                       |
| 第71回大会（1989年）  | 小松島西（初出場）                             | 1回戦                                          | ● 2 - 3 吉田                                   | 初戦敗退                                       |
| 第72回大会（1990年）  | 徳島商（5年ぶり15回目）                        | 1回戦                                          | ○ 7 - 2 丸子実                                 | 3回戦                                          |
| 第72回大会（1990年）  | 徳島商（5年ぶり15回目）                        | 2回戦                                          | ○ 5 - 2 済々黌                                 | 3回戦                                          |
| 第72回大会（1990年）  | 徳島商（5年ぶり15回目）                        | 3回戦                                          | ● 3 - 5 日大鶴ヶ丘（延長10回）                 | 3回戦                                          |
| 第73回大会（1991年）  | 池田（3年ぶり8回目）                           | 1回戦                                          | ○ 5 - 4 国学院久我山（延長10回）               | 3回戦                                          |
| 第73回大会（1991年）  | 池田（3年ぶり8回目）                           | 2回戦                                          | ○ 13 - 4 弘前実                                | 3回戦                                          |
| 第73回大会（1991年）  | 池田（3年ぶり8回目）                           | 3回戦                                          | ● 6 - 8 帝京                                   | 3回戦                                          |
| 第74回大会（1992年）  | 池田（2年連続9回目）                           | 2回戦                                          | ○ 8 - 1 弘前実                                 | ベスト8                                        |
| 第74回大会（1992年）  | 池田（2年連続9回目）                           | 3回戦                                          | ○ 4x - 3 神港学園                              | ベスト8                                        |
| 第74回大会（1992年）  | 池田（2年連続9回目）                           | 準々決勝                                       | ● 1 - 2 拓大紅陵                               | ベスト8                                        |
| 第75回大会（1993年）  | 徳島商（3年ぶり16回目）                        | 2回戦                                          | ○ 8x - 7 久慈商                                | ベスト8                                        |
| 第75回大会（1993年）  | 徳島商（3年ぶり16回目）                        | 3回戦                                          | ○ 2 - 1 智弁和歌山                             | ベスト8                                        |
| 第75回大会（1993年）  | 徳島商（3年ぶり16回目）                        | 準々決勝                                       | ● 4 - 11 春日部共栄                            | ベスト8                                        |
| 第76回大会（1994年）  | 小松島西（5年ぶり2回目）                       | 2回戦                                          | ○ 6 - 5 海星（延長10回）                       | 3回戦                                          |
| 第76回大会（1994年）  | 小松島西（5年ぶり2回目）                       | 3回戦                                          | ● 5 - 14 北海                                  | 3回戦                                          |
| 第77回大会（1995年）  | 鳴門（15年ぶり5回目）                          | 1回戦                                          | ● 5 - 7 山梨学院大付                           | 初戦敗退                                       |
| 第78回大会（1996年）  | 新野（初出場）                                 | 1回戦                                          | ○ 2 - 0 日大山形                               | 3回戦                                          |
| 第78回大会（1996年）  | 新野（初出場）                                 | 2回戦                                          | ○ 4 - 3 明徳義塾                               | 3回戦                                          |
| 第78回大会（1996年）  | 新野（初出場）                                 | 3回戦                                          | ● 2 - 8 松山商                                 | 3回戦                                          |
| 第79回大会（1997年）  | 徳島商（4年ぶり17回目）                        | 1回戦                                          | ○ 7 - 5 新湊                                   | ベスト8                                        |
| 第79回大会（1997年）  | 徳島商（4年ぶり17回目）                        | 2回戦                                          | ○ 7 - 3 佐賀商                                 | ベスト8                                        |
| 第79回大会（1997年）  | 徳島商（4年ぶり17回目）                        | 3回戦                                          | ○ 9 - 8 西京                                   | ベスト8                                        |
| 第79回大会（1997年）  | 徳島商（4年ぶり17回目）                        | 準々決勝                                       | ● 1 - 5 平安（延長10回）                       | ベスト8                                        |
| 第80回大会（1998年）  | 徳島商（2年連続18回目）                        | 1回戦                                          | ● 0 - 1 岐阜三田                               | 初戦敗退                                       |
| 第81回大会（1999年）  | 徳島商（3年連続19回目）                        | 1回戦                                          | ○ 5 - 1 北海                                   | 2回戦                                          |
| 第81回大会（1999年）  | 徳島商（3年連続19回目）                        | 2回戦                                          | ● 1 - 3 滝川二                                 | 2回戦                                          |
| 第82回大会（2000年）  | 徳島商（4年連続20回目）                        | 1回戦                                          | ○ 10 - 2 福島商                                | 3回戦                                          |
| 第82回大会（2000年）  | 徳島商（4年連続20回目）                        | 2回戦                                          | ○ 11 - 6 仙台育英                              | 3回戦                                          |
| 第82回大会（2000年）  | 徳島商（4年連続20回目）                        | 3回戦                                          | ● 2 - 6 長崎日大                               | 3回戦                                          |
| 第83回大会（2001年）  | 鳴門工（28年ぶり2回目）                        | 1回戦                                          | ● 1 - 11 日本航空                              | 初戦敗退                                       |
| 第84回大会（2002年）  | 鳴門工（2年連続3回目）                         | 1回戦                                          | ○ 9 - 2 日大東北                               | ベスト8                                        |
| 第84回大会（2002年）  | 鳴門工（2年連続3回目）                         | 2回戦                                          | ○ 5 - 3 一関学院                               | ベスト8                                        |
| 第84回大会（2002年）  | 鳴門工（2年連続3回目）                         | 3回戦                                          | ○ 7 - 3 玉野光南                               | ベスト8                                        |
| 第84回大会（2002年）  | 鳴門工（2年連続3回目）                         | 準々決勝                                       | ● 1 - 7 智弁和歌山                             | ベスト8                                        |
| 第85回大会（2003年）  | 小松島（初出場）                               | 2回戦                                          | ○ 9 - 1 旭川大                                 | 3回戦                                          |
| 第85回大会（2003年）  | 小松島（初出場）                               | 3回戦                                          | ● 5 - 6 桐生第一                               | 3回戦                                          |
| 第86回大会（2004年）  | 鳴門第一（初出場）                             | 1回戦                                          | ● 1 - 4 千葉経大付                             | 初戦敗退                                       |
| 第87回大会（2005年）  | 鳴門工（3年ぶり4回目）                         | 1回戦                                          | ○ 14 - 3 宇都宮南                              | ベスト8                                        |
| 第87回大会（2005年）  | 鳴門工（3年ぶり4回目）                         | 2回戦                                          | ○ 6 - 0 丸亀城西                               | ベスト8                                        |
| 第87回大会（2005年）  | 鳴門工（3年ぶり4回目）                         | 3回戦                                          | ○ 10 - 3 高陽東                                | ベスト8                                        |
| 第87回大会（2005年）  | 鳴門工（3年ぶり4回目）                         | 準々決勝                                       | ● 6 - 7 駒大苫小牧                             | ベスト8                                        |
| 第88回大会（2006年）  | 徳島商（6年ぶり21回目）                        | 1回戦                                          | ● 1 - 5 仙台育英                               | 初戦敗退                                       |
| 第89回大会（2007年）  | 徳島商（2年連続22回目）                        | 2回戦                                          | ● 1 - 3 開星                                   | 初戦敗退                                       |
| 第90回大会（2008年）  | 鳴門工（3年ぶり5回目）                         | 1回戦                                          | ○ 4x - 3 本荘                                  | 2回戦                                          |
| 第90回大会（2008年）  | 鳴門工（3年ぶり5回目）                         | 2回戦                                          | ● 2 - 5 関東一                                 | 2回戦                                          |
| 第91回大会（2009年）  | 徳島北（初出場）                               | 1回戦                                          | ● 0 - 2 日大三                                 | 初戦敗退                                       |
| 第92回大会（2010年）  | 鳴門（15年ぶり6回目）                          | 1回戦                                          | ● 0 - 9 興南                                   | 初戦敗退                                       |
| 第93回大会（2011年）  | 徳島商（4年ぶり23回目）                        | 2回戦                                          | ○ 3 - 1 藤代                                   | 3回戦                                          |
| 第93回大会（2011年）  | 徳島商（4年ぶり23回目）                        | 3回戦                                          | ● 5 - 6 光星学院                               | 3回戦                                          |
| 第94回大会（2012年）  | 鳴門（2年ぶり7回目）                           | 2回戦                                          | ● 1 - 3 済々黌                                 | 初戦敗退                                       |
| 第95回大会（2013年）  | 鳴門（2年連続8回目）                           | 1回戦                                          | ○ 12 - 5 星稜                                  | ベスト8                                        |
| 第95回大会（2013年）  | 鳴門（2年連続8回目）                           | 2回戦                                          | ○ 6x - 5 修徳（延長10回）                      | ベスト8                                        |
| 第95回大会（2013年）  | 鳴門（2年連続8回目）                           | 3回戦                                          | ○ 17 - 1 常葉菊川                              | ベスト8                                        |
| 第95回大会（2013年）  | 鳴門（2年連続8回目）                           | 準々決勝                                       | ● 4 - 5 花巻東                                 | ベスト8                                        |
| 第96回大会（2014年）  | 鳴門（3年連続9回目）                           | 2回戦                                          | ● 0 - 8 近江                                   | 初戦敗退                                       |
| 第97回大会（2015年）  | 鳴門（4年連続10回目）                          | 1回戦                                          | ● 2 - 8 九州国際大付                           | 初戦敗退                                       |
| 第98回大会（2016年）  | 鳴門（5年連続11回目）                          | 1回戦                                          | ○ 3 - 2 佐久長聖                               | ベスト8                                        |
| 第98回大会（2016年）  | 鳴門（5年連続11回目）                          | 2回戦                                          | ○ 5 - 2 智弁学園                               | ベスト8                                        |
| 第98回大会（2016年）  | 鳴門（5年連続11回目）                          | 3回戦                                          | ○ 11 - 9 盛岡大付                              | ベスト8                                        |
| 第98回大会（2016年）  | 鳴門（5年連続11回目）                          | 準々決勝                                       | ● 0 - 3 明徳義塾                               | ベスト8                                        |
| 第99回大会（2017年）  | 鳴門渦潮（9年ぶり7回目）                       | 1回戦                                          | ● 5 - 9 日本文理                               | 初戦敗退                                       |
| 第100回大会（2018年） | 鳴門（2年ぶり12回目）                          | 1回戦                                          | ● 5 - 8 花咲徳栄                               | 初戦敗退                                       |
| 第101回大会（2019年） | 鳴門（2年連続13回目）                          | 1回戦                                          | ○ 10 - 4 花巻東                                | 2回戦                                          |
| 第101回大会（2019年） | 鳴門（2年連続13回目）                          | 2回戦                                          | ● 5 - 8 仙台育英                               | 2回戦                                          |
| 第102回大会（2020年） | （新型コロナウイルス感染症流行による大会中止） | （新型コロナウイルス感染症流行による大会中止） | （新型コロナウイルス感染症流行による大会中止） | （新型コロナウイルス感染症流行による大会中止） |
| 第103回大会（2021年） | 阿南光（25年ぶり2回目）                        | 1回戦                                          | ● 0 - 8 沖縄尚学                               | 初戦敗退                                       |
| 第104回大会（2022年） | 鳴門（3年ぶり14回目）                          | 1回戦                                          | ● 2 - 8 近江                                   | 初戦敗退                                       |
| 第105回大会（2023年） | 徳島商（12年ぶり24回目）                       | 1回戦                                          | ○ 2 - 1 愛工大名電                             | 2回戦                                          |
| 第105回大会（2023年） | 徳島商（12年ぶり24回目）                       | 2回戦                                          | ● 6 - 12 智弁学園                              | 2回戦                                          |
| 第106回大会（2024年） | 鳴門渦潮（7年ぶり8回目)                        | 1回戦                                          | ● 4 - 8 早稲田実                               | 初戦敗退                                       |
| 第107回大会（2025年） | 鳴門（3年ぶり15回目）                          | 1回戦                                          | ○ 5 - 4 天理                                   | 2回戦                                          |
| 第107回大会（2025年） | 鳴門（3年ぶり15回目）                          | 2回戦                                          | ● 0 - 3 沖縄尚学                               | 2回戦                                          |

## 通算成績
| 出場 | 試合 | 勝利 | 敗戦 | 引分 | 勝率 | 優勝 | 準優勝 | ベスト4 | ベスト8 |
| ---- | ---- | ---- | ---- | ---- | ---- | ---- | ------ | ------- | ------- |
| 63   | 131  | 68   | 62   | 1    | .523 | 1    | 3      | 2       | 7       |

## 学校別成績
| 校名     | 出場 | 直近出場 | 勝敗        | 最高成績 | 前身校           |
| -------- | ---- | -------- | ----------- | -------- | ---------------- |
| 徳島商   | 24回 | 2023年   | 22勝24敗1分 | 準優勝   |                  |
| 鳴門     | 15回 | 2025年   | 14勝15敗    | 準優勝   |                  |
| 池田     | 9回  | 1992年   | 20勝8敗     | 優勝1回  |                  |
| 鳴門渦潮 | 8回  | 2017年   | 8勝8敗      | ベスト8  | 鳴門工、鳴門第一 |
| 阿南光   | 2回  | 2021年   | 2勝2敗      | 3回戦    | 新野             |
| 小松島西 | 2回  | 1994年   | 1勝2敗      | 3回戦    |                  |
| 小松島   | 1回  | 2003年   | 1勝1敗      | 3回戦    |                  |
| 吉野川   | 1回  | 1968年   | 0勝1敗      | 初戦敗退 | 鴨島商           |
| 徳島北   | 1回  | 2009年   | 0勝1敗      | 初戦敗退 |                  |

- 鳴門渦潮は鳴門工（出場5回、8勝5敗）と鳴門第一（出場1回、0勝1敗）が2012年に合併。